# Lailly-en-Val
Lailly-en-Val – miejscowość i gmina we Francji, w Regionie Centralnym, w departamencie Loiret.
Według danych na rok 1990 gminę zamieszkiwały 2054 osoby, a gęstość zaludnienia wynosiła 45 osób/km² (wśród 1842 gmin Regionu Centralnego Lailly-en-Val plasuje się na 185. miejscu pod względem liczby ludności, natomiast pod względem powierzchni na miejscu 119.).
Od 1957 r. działa tu Dom Spokojnej Starości Polskiego Funduszu Humanitarnego, placówka emigracyjna. Zmarł tam m.in. w 1973 polski wiceadmirał Józef Unrug, dowódca Marynarki Wojennej we wrześniu 1939.
Na cmentarzu w Lailly-en-Val pochowani są m.in. generałowie: Antoni Durski-Trzaska i Jan Kazimierz Kruszewski, dyplomata i publicysta Kajetan Dzierżykraj-Morawski, jego syn Maciej Morawski (dziennikarz Rozgłośni Polskiej Radia Wolna Europa), Tadeusz Piotrowski (1910–1978) – dziennikarz, Tadeusz Parczewski (1910–1984) – dziennikarz i dyplomata, Władysław Wolski – dziennikarz i dyplomata, Herakliusz Lubomirski (1926–1992) – artysta malarz,  skrzypaczka Yolanda Ostaszewska, a także wielu żołnierzy AK i działaczy emigracyjnego Stowarzyszenia Polskich Kombatantów, którzy po II wojnie światowej znaleźli się na emigracji we Francji.